# Leptoneta crypticola
Leptoneta crypticola là một loài nhện trong họ Leptonetidae.
Loài này thuộc chi Leptoneta. Leptoneta crypticola được Eugène Simon miêu tả năm 1907.